# Окинин, Борис Степанович
Борис Степанович Окинин (1912—1941) — партизан Великой Отечественной войны.

## Биография
Родился в 1912 году в деревне Лычно Устюженского района Вологодской области
С 1924 по 1929 год учился в средней школе № 1 Череповца. Окончив речной техникум, работал на Невском судостроительном заводе в Ленинграде.

### Великая Отечественная война
С первых дней войны Борис пытался пойти на фронт, но его не брали: должность, которую занимал Окинин, подлежала бронированию.
В августе 1941 года Окинин записался добровольцем в партизанский отряд, в первые месяцы войны он находился в тылу врага в районе поселка Вырица Ленинградской области.
15 декабря 1941 года когда отряд возвращаясь на базу наткнулся на карателей, Окинин, прикрывая отход партизан ведя огонь из ручного пулемёта, погиб. Его тело было изуродовано. Окинина похоронили на месте гибели, на поляне в лесу. Он был посмертно награждён медалью «За отвагу».

##### После Войны
После войны товарищи по отряду и заводу установили памятник погибшему. В октябре 1979 года новой улице Череповца (до этого — 5-я линия) в районе ФМК было присвоено имя партизана Окинина.

## Награды
- Медаль «За отвагу» посмертно.

## Память
- На месте гибели и последующего захоронения установлена памятная стела. В 90-х годах XX века место захоронения утеряно в архивах, в 2018 году обнаружено поисковиками.
- Фамилией партизана названа улица в Череповце.